# Aponogeton appendiculatus
Aponogeton appendiculatus är en enhjärtbladig växtart som beskrevs av H.Bruggen. Aponogeton appendiculatus ingår i släktet Aponogeton och familjen Aponogetonaceae. IUCN kategoriserar arten globalt som otillräckligt studerad. Inga underarter finns listade.